# Neujahrskonzert der Wiener Philharmoniker 1990
Das Neujahrskonzert der Wiener Philharmoniker 1990 war das 50. Neujahrskonzert der Wiener Philharmoniker und fand am 1. Jänner 1990 im Wiener Musikverein statt. Dirigent war erstmals Zubin Mehta, der später für weitere Neujahrskonzerte an das Dirigentenpult zurückkehrte. Der junge Georg Glasl hatte einen prominenten Auftritt mit einem Solo auf der Zither.

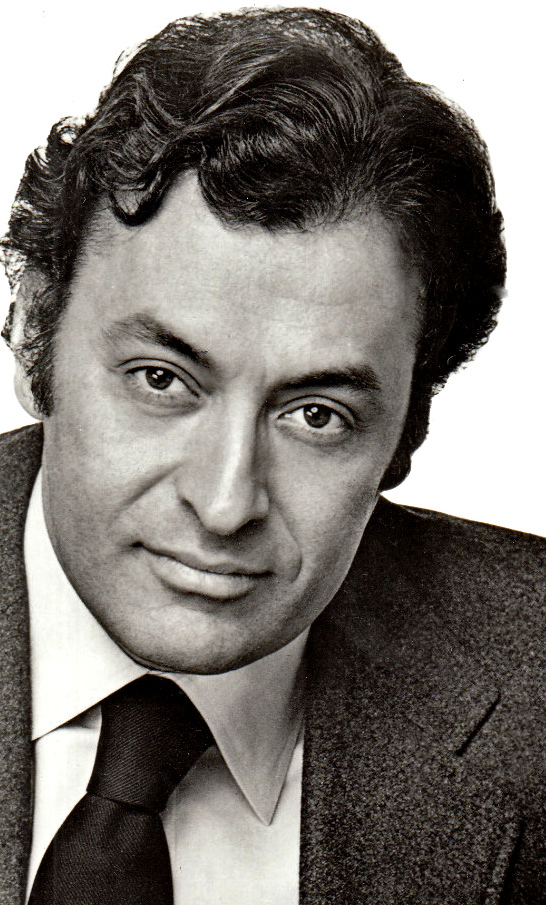
Zubin Mehta (1980)

Das Konzert 1990 war das letzte, bei dem der übertragende Sender ORF erst nach der Pause einstieg.

## Programm

### 1. Teil
1. Johann Strauss (Sohn): Einzugsmarsch aus der Operette „Der Zigeunerbaron“, ohne op.
2. Josef Strauss: Die Emancipirte, Polka mazur, op. 282
3. Johann Strauss (Vater): Indianer-Galopp, op. 111*
4. Johann Strauss (Sohn): Donauweibchen, Walzer, op. 427
5. Josef Strauss: Sport-Polka (schnell), op. 170*

### 2. Teil
1. Franz von Suppè: Ouvertüre zum Lustspiel „Ein Morgen, ein Mittag, ein Abend in Wien“*
2. Josef Strauß: Sympathie, Polka mazur, op. 73*
3. Johann Strauss (Sohn): Wiener Blut, Walzer, op. 354
4. Johann Strauss (Sohn): Demolirer-Polka, op. 269
5. Johann Strauss (Sohn): Im Sturmschritt, Polka schnell, op. 348*
6. Johann Strauss (Sohn): Geschichten aus dem Wienerwald, Walzer, op. 325 (Solist: Georg Glasl, Zither)
7. Johann Strauss (Sohn): Tritsch-Tratsch-Polka, Polka schnell, op. 214
8. Johann Strauss (Sohn): Explosions-Polka, Polka schnell, op. 43

### Zugaben
1. Josef Strauss: Eingesendet, Polka schnell, op. 240
2. Johann Strauss (Sohn): An der schönen blauen Donau, Walzer, op. 314
3. Johann Strauss (Vater): Radetzky-Marsch, op. 228

Werkliste und Reihenfolge sind der Website der Wiener Philharmoniker entnommen.
Mit * gekennzeichnete Werke standen erstmals in einem Programm eines Neujahrskonzertes.

## Besetzung (Auswahl)
- Riccardo Muti, Dirigent
- Wiener Philharmoniker
- Georg Glasl

## Aufnahmen
Das Konzert erschien 1990 bei Sony Classical als Audio-CD, Schallplatte und Musikkassette. Von den 16 aufgeführten Stücken wurden dabei die Ouvertüre zum Lustspiel „Ein Morgen, ein Mittag, ein Abend in Wien“ von Franz von Suppè und die Demolirer-Polka von Johann Strauss (Sohn) ausgelassen, so dass nur 14 Nummern enthalten waren.
Im Sommer 1999 wurde seitens der Stadt Wien eine etwa eine Stunde und vierzig Minuten dauernde kostenfreie Filmvorführung auf dem Rathausplatz im Rahmen des Film Festivals angekündigt. Anfang September 2008 wurde das Konzert in voller Länge – also inklusive der Ouvertüre zum Lustspiel wie auch der Demolirer-Polka – von Universal Music auf DVD veröffentlicht.